# Sentier de l'archipel de Stockholm
Le sentier de l'archipel de Stockholm (en anglais : Stockholm Archipelago Trail) est un sentier de randonnée à travers l'archipel de Stockholm en Suède.

## Parcours
Le sentier de 270 kilomètres de long  s'étend entre Arholma au nord et Landsort au sud.
Le sentier de randonnée est divisé en vingt étapes dont la longueur et le degré de difficulté varient.
Le sentier de randonnée a été inauguré en novembre 2024,.

## Liste des tronçons
Les 20 étapes du parcours sont:
| Étape     | Difficulté | Longueur | Réf.      | Carte des étapes |
| --------- | ---------- | -------- | --------- | --- |
| Landsort  | Moyen      | 13.8 km  | Landsort  | Arholma · Lidö · Furusund · Yxlan · Finnhamn · Ingmarsö · Brottö · Svartsö · Möja · Grinda · Sandhamn · Runmarö · Nämdö · Ornö · Fjärdlång · Utö · Rånö · Ålö · Nåttarö · Landsort |
| Nåttarö   | Défi       | 10.3 km  | Nåttarö   | Arholma · Lidö · Furusund · Yxlan · Finnhamn · Ingmarsö · Brottö · Svartsö · Möja · Grinda · Sandhamn · Runmarö · Nämdö · Ornö · Fjärdlång · Utö · Rånö · Ålö · Nåttarö · Landsort |
| Rånö      | Facile     | 12 km    | Rånö      | Arholma · Lidö · Furusund · Yxlan · Finnhamn · Ingmarsö · Brottö · Svartsö · Möja · Grinda · Sandhamn · Runmarö · Nämdö · Ornö · Fjärdlång · Utö · Rånö · Ålö · Nåttarö · Landsort |
| Ålö       | Défi       | 12.4 km  | Ålö       | Arholma · Lidö · Furusund · Yxlan · Finnhamn · Ingmarsö · Brottö · Svartsö · Möja · Grinda · Sandhamn · Runmarö · Nämdö · Ornö · Fjärdlång · Utö · Rånö · Ålö · Nåttarö · Landsort |
| Utö       | Défi       | 16.7 km  | Utö       | Arholma · Lidö · Furusund · Yxlan · Finnhamn · Ingmarsö · Brottö · Svartsö · Möja · Grinda · Sandhamn · Runmarö · Nämdö · Ornö · Fjärdlång · Utö · Rånö · Ålö · Nåttarö · Landsort |
| Ornö      | Moyen      | 27.9 km  | Ornö      | Arholma · Lidö · Furusund · Yxlan · Finnhamn · Ingmarsö · Brottö · Svartsö · Möja · Grinda · Sandhamn · Runmarö · Nämdö · Ornö · Fjärdlång · Utö · Rånö · Ålö · Nåttarö · Landsort |
| Fjärdlång | Moyen      | 11.7 km  | Fjärdlång | Arholma · Lidö · Furusund · Yxlan · Finnhamn · Ingmarsö · Brottö · Svartsö · Möja · Grinda · Sandhamn · Runmarö · Nämdö · Ornö · Fjärdlång · Utö · Rånö · Ålö · Nåttarö · Landsort |
| Grinda    | Moyen      | 9.8 km   | Grinda    | Arholma · Lidö · Furusund · Yxlan · Finnhamn · Ingmarsö · Brottö · Svartsö · Möja · Grinda · Sandhamn · Runmarö · Nämdö · Ornö · Fjärdlång · Utö · Rånö · Ålö · Nåttarö · Landsort |
| Svartsö   | Facile     | 17.9 km  | Svartsö   | Arholma · Lidö · Furusund · Yxlan · Finnhamn · Ingmarsö · Brottö · Svartsö · Möja · Grinda · Sandhamn · Runmarö · Nämdö · Ornö · Fjärdlång · Utö · Rånö · Ålö · Nåttarö · Landsort |
| Brottö    | Facile     | 1 km     | Brottö    | Arholma · Lidö · Furusund · Yxlan · Finnhamn · Ingmarsö · Brottö · Svartsö · Möja · Grinda · Sandhamn · Runmarö · Nämdö · Ornö · Fjärdlång · Utö · Rånö · Ålö · Nåttarö · Landsort |
| Nämdö     | Moyen      | 13.1 km  | Nämdö     | Arholma · Lidö · Furusund · Yxlan · Finnhamn · Ingmarsö · Brottö · Svartsö · Möja · Grinda · Sandhamn · Runmarö · Nämdö · Ornö · Fjärdlång · Utö · Rånö · Ålö · Nåttarö · Landsort |
| Runmarö   | Moyen      | 18.5 km  | Runmarö   | Arholma · Lidö · Furusund · Yxlan · Finnhamn · Ingmarsö · Brottö · Svartsö · Möja · Grinda · Sandhamn · Runmarö · Nämdö · Ornö · Fjärdlång · Utö · Rånö · Ålö · Nåttarö · Landsort |
| Ingmarsö  | Facile     | 8.6 km   | ingmarso  | Arholma · Lidö · Furusund · Yxlan · Finnhamn · Ingmarsö · Brottö · Svartsö · Möja · Grinda · Sandhamn · Runmarö · Nämdö · Ornö · Fjärdlång · Utö · Rånö · Ålö · Nåttarö · Landsort |
| Finnhamn  | Moyen      | 10.1 km  | Finnhamn  | Arholma · Lidö · Furusund · Yxlan · Finnhamn · Ingmarsö · Brottö · Svartsö · Möja · Grinda · Sandhamn · Runmarö · Nämdö · Ornö · Fjärdlång · Utö · Rånö · Ålö · Nåttarö · Landsort |
| Yxlan     | Moyen      | 24 km    | Yxlan     | Arholma · Lidö · Furusund · Yxlan · Finnhamn · Ingmarsö · Brottö · Svartsö · Möja · Grinda · Sandhamn · Runmarö · Nämdö · Ornö · Fjärdlång · Utö · Rånö · Ålö · Nåttarö · Landsort |
| Möja      | Facile     | 10.4 km  | Möja      | Arholma · Lidö · Furusund · Yxlan · Finnhamn · Ingmarsö · Brottö · Svartsö · Möja · Grinda · Sandhamn · Runmarö · Nämdö · Ornö · Fjärdlång · Utö · Rånö · Ålö · Nåttarö · Landsort |
| Furusund  | Facile     | 7.2 km   | Furusund  | Arholma · Lidö · Furusund · Yxlan · Finnhamn · Ingmarsö · Brottö · Svartsö · Möja · Grinda · Sandhamn · Runmarö · Nämdö · Ornö · Fjärdlång · Utö · Rånö · Ålö · Nåttarö · Landsort |
| Sandhamn  | Moyen      | 8.1 km   | Sandhamn  | Arholma · Lidö · Furusund · Yxlan · Finnhamn · Ingmarsö · Brottö · Svartsö · Möja · Grinda · Sandhamn · Runmarö · Nämdö · Ornö · Fjärdlång · Utö · Rånö · Ålö · Nåttarö · Landsort |
| Lidö      | Moyen      | 11.9 km  | Lidö      | Arholma · Lidö · Furusund · Yxlan · Finnhamn · Ingmarsö · Brottö · Svartsö · Möja · Grinda · Sandhamn · Runmarö · Nämdö · Ornö · Fjärdlång · Utö · Rånö · Ålö · Nåttarö · Landsort |
| Arholma   | Moyen      | 12.7 km  | Arholma   | Arholma · Lidö · Furusund · Yxlan · Finnhamn · Ingmarsö · Brottö · Svartsö · Möja · Grinda · Sandhamn · Runmarö · Nämdö · Ornö · Fjärdlång · Utö · Rånö · Ålö · Nåttarö · Landsort |